# Масакр у Зворнику
Масакр у Зворнику односи се на чин масовног убиства и насиља почињеног над Бошњацима и другим несрпским становницима Зворника. Овај ратни злочин извршиле су српске паравојне формације (Аркановци, Бели орлови, снаге Територијалне одбране, Жуте осе) почетком рата у Босни и Херцеговини 1992. године. Процијењено је да је 40.000 Бошњака протјерано са подручја Зворника. То је био други град у Босни и Херцеговини који су силом преузеле српске снаге током рата. Према Истраживачко-документационом центру у Сарајеву, у периоду од 1992. до 1995. године у општини Зворник је погинуло или нестало 3.936 особа.

## Позадина
Према попису становништва из 1991. године, општина Зворник имала је 81.111 становника: од чега су 48.208 (59,4%) били Бошњаци (59,4%) и 30.839 (38%) Срби. У граду Зворнику живјело је укупно 14.600 становника, од чега су 8.942 (61%) били Бошњаци, 4.281 (29.2%) Срби, 74 (0.5%) Хрвати и 1.363 (9.3%) становника који су се изјашњавали да припадају некој другој националности.
Као погранични град на ријеци Дрини, Зворник је био од великог стратешког значаја. Значајан је јер су Босна и Херцеговина и Србија у то вријеме биле повезани не само друмским мостом између урбане зоне Зворника и индустријске зоне Каракаја и још једином мостом у самом Зворнику, него и жељезничким мостом између Каракаја и Челопека. Он представља важну везу на линији Београд—Сарајево, као и на линији Београд—Тузла.
Званично није постојао гарнизон бивше Југословенске народне армије на територији Зворника. Зворничка регија је била под контролом 17. тузланског корпуса. До јесени 1991. године, 17. корпус се састојао од 3 бригаде и једне партизанске бригаде, а био је дио Прве војне области Београда. Након реорганизације ЈНА у прољеће 1992. године, Зворник је формално пао под команду Друге војне области Сарајева, али је највјероватније остала под контролом Прве војне области Београда.
До 1991. до 1992. године, прелиминарне тенковске јединице (наводно из напуштеног Јастребарског гарнизона у Хрватској) биле су стациониране у близини Зворника. До фебруара или марта 1992. године (у вријеме референдума о независности) у Зворнику су биле стациониране додатне јединице бивших тенковских јединица ЈНА и артиљеријске и противваздухопловне позиције. У почетку су тенкови и даље носили ознаке ЈНА. Тек касније их је замијенила српска застава и грб. На обали ријеке Дрине у Србији могле су се идентифицирати и различите позиције тенкова. Ту су постављене додатне снаге, укључујући артиљерију, противваздухопловно наоружање и тенкове.

## Напад на Зворник

### Почетак
Напад на Зворник почео је 8. априла 1992. године само неколико дана након Масакра у Бијељини. Према изјавама свједнока, током напада су били укључени бивши припадници ЈНА из сљедећих гарнизона:
Тузлански гарнизон: неки од тенкова који су коришћени у Зворнику припадали су јединицама које су пребачене из Јастребарског (Хрватска) у Тузлу.
Бијељински гарнизон: пјешадијске дивизије бивше ЈНА биле су резервне јединице мобилизацијске базе у Бијељини.
Авиони и хеликоптери који су учествовали су наводно били из Тузле. Прије напада, јединице из Новог Сада, Шапца, Сремске Митровице и Ваљева дјелимично су биле смјештене дуж обале ријеке Дрине у Србији, а дијелом и на страни у БиХ. Били су опремљени митраљезима (M 52, M 65, M 66, M 70A, M 70B, M 72); зољама; калашњиковима; MIG 21 и MIG 29 (Јастреб) са митраљезима и топовима; хеликоптерима (MT 6 или MT 8 и другим) и ножевима. Пјешадијске јединице нису биле састављене само од "редовних чланова" бивше ЈНА и мобилисаних резервних снага, већ и од волонтера.

### Напад
Војни напад на Зворник почео је 8. априла 1992. године. Касније, спорадичне војне операције са јединицама бивше ЈНА су сарађивале са паравојним јединицама. Ове операције су углавном биле фокусиране на средњовијековну тврђаву Кулаград, југозападно од Зворника, гдје је десетак бораца пружало отпор. Међутим, 26. априла ова тврђава је освојена у заједничком нападу бивших припадника ЈНА, уз помоћ ваздушне подршке и паравојних јединица. Непосредно након пада Кулаграда, нападнуто је мјесто Дивич, јужно од Зворника. Дивич је скоро искључиво био насељен Бошњацима и био је смјештен на хидроелектрани. Напад на град спроведен је са обије стране Дрине, користећи тенковске снаге, артиљерију и пјешадијске јединице са преносним минобавачима. Јединице ЈНА и паравојне јединице су сарађивале. Аркановци су дјеловали на линији фронта, преузимајући град. Њихови кључни војници напустили су град након успешног напада да припреме напад на сљедећи град, Братунац.
Напад је почео ујутро 8. априла, са минобацачком ватром на градске четврти Буковик и Метеризе, као и на бошњачке положајем одбране на Дебелом Брду. Први метак је испаљен у предграђу Метеризе. Овај напад је углавном вршила тешка опрема ЈНА (артиљерија и тенкови). Такође постоје извјештаји о снајперима Аркановаца који пуцају из Малог Зворника на супротној обали ријеке и снајпериста са положаја на високоградњи у самом Зворнику. Бошњачка одбрана на Дебелом Брду, међутим, пала је истог дана и брдо је окупирано.
Ноћу је било тешко гранатирање града. Заузимање града није почело све до наредног дана, 9. априла. Ујутро су поново започели преговори са Арканом, који су завршили ултиматумом за предају оружја и града до 8 сати ујутру. У 8 сати поново је започела артиљеријска ватра, након чега је пјешадија заробила град. Аркановци је требало да преузму водећу улогу у преузимању града, пролазећи сјеверно кроз градске четврти Буковик и Метеризе, крећући се према центру града. Поред тога, пешадијске јединице ЈНА у сарадњи са српским добровољцима (Шешељевци, Бели Орлови) учествовале су у заузимању града. Приближили су се граду првенствено са запада, у другом таласу. Пријављено је да су првог дана, као и током наредних седмица, постојала насумична погубљења, силовања и масакр. У њима су биле укључене и јединице Шешељеваца, Белих Орлова и Територијалне одбране. Зворник је 10. и 11. априла окупиран. Зворничка тврђава сјеверно од Зворника и град Дивич, који се граничи са Зворником на југу, још нису окупирани.
Артиљеријски напади на Кулаград започели су 9. априла, а нападачке јединице очекивале су јачи отпор бошњачких снага. Од 11. априла па даље, скоро свакодневно мале борбене групе из различитих паравојних јединица покушале су да заробе тврђаву. Међутим, ови покушаји нису успјели упркос чињеници да је Кулаград стално био под нападом минобацача, противавионских топова и тенкова. Ова насеља су заробљена до маја.

## Посљедице
Одмах након окупације града уведен је ноћни полицијски час. Током дана, мушкарцима је било дозвољено да се крећу само уз дозволу коју је издавала српска полиција у Зворнику. Многи мушаркци који су отишли у Каракај (или касније у полицијску станицу у Зворнику) са намјером да се пријаве за "дозволу", били су депортовани у један од логора у индустријској зони Каракај. Стога се многи мушкарци нису усудили да сами покупе своје приступнице већу су остајали да се скривају у кућама. Међутим, чак и особе са дозволом нису биле сигурне од насумичних агресија које су чиниле бројне паравојне јединице у граду.
Од почетка окупације, Бошњацима је било забрањено да раде, осим особа које су сматране неопходнима. Свакодневни живот био је проткан терором паравојних јединица, које нису биле под контролом државних органа, над бошњачким становништвом Зворника.

## Суђење
Међународни кривични суд за бившу Југославију је оптужио Војислава Шешеља за злочине након окупације Зворника. Хашки трибунал је Биљану Плавшић осудио на 11 година и Момчила Крајишника на 20 година затвора.
Војин Вучковић, командант Жутих оса, као и његов брат Душко, 1996. године осуђени су за убиство 17 цивила у Челопеку, предграђу Зворника 1992. године.
Тужилаштво за ратне злочине у Београду 25. новембра 2005. године покренуло је суђење Зворничкој групи (Бранко Грујић, Бранко Поповић, Драган Славковић, Иван Кораћ, Синиша Филиповић, Драгутин Драгићевић и Душко Вучковић). Оптужени су за убиство најмање 22 и присилно депортовање 1822 Бошњака.
Дарко Јанковић је ухапшен 4. јануара 2010. године због сумње да је убио најмање 19 Бошњака у Челопеку.
Београдски суд је у јуну 2010. донио пресуду и осудио троје људи за ратне злочине у Зворнику. Драган Славковић је осуђен на 12 година, Иван Кораћ на 9 година и Синиша Филиповић на три године затвора. Четврти осумњичени Драгутин Драгичевић ослобођен је свих оптужби. За три осуђеника је речено да су мучили и убили најмање 19 од 162 илегално заробљена бошњачка цивила из Дивича у "Дому културе" у Челопеку.
На суђењима Мићку Станишићу и Стојану Жупљанину 1. октобра 2010. године, који су били оптужени за злочине од 1. априла до 31. децембра 1992. године, у 20 општина широм Босне и Херцеговине, укључујући и Зворник, бивши припадник Српске демократске странке (СДС) свједочио је да су виши српски званичници били обавијештени о зјерствима која су почињена у Зворнику.
Бранко Грујић, општински званичник, и Бранко Поповић, бивши командант територијалне одбране, 22. новембра 2010. године осуђени су на 6 и 15 година затвора за улогу у Зворничкој групи која је "затворила, нехумано поступала и убила око 700 људи " у Зворнику од маја до јула 1992. године. Пресуда је утврдила да је више од 1.600 цивила морало напустити подручје Зворника. Од рата су пронађена и идентификована тијела 352 жртве. Тужилаштво за ратне злочине изјавило је да ће уложити жалбу на пресуде, наводећи да су казне "неадекватне с обзиром на одговорност оптужених у погледу броја жртава, масовног и бруталног карактера злочина".